# Збірна УРСР з футболу
Збірна Української Радянської Соціалістичної Республіки — команда футболістів з України в часи СРСР. Ця збірна ніколи не була членом ФІФА, брала участь у Чемпіонатах СРСР та Спартакіадах народів СРСР, а також проводила товариські матчі. Керувалась Федерацією футболу УРСР.
Перша збірна, що збирала найкращих виконавців республіки, скликалась у 1924-1959 та 1979 роках. У 1960-х роках республіку представляла друга збірна з виконавців, що змагалися у Класі "Б" першості Союзу. На Спартакіадах СРСР 1983-86 років Україна була представлена молодіжними (U-20 та U-21) збірними.

## Історія
Прем'єрні матчі футбольна збірна УСРР провела у 1924 році в рамках підготовки до ІІ Всесоюзного свята фізкультури. Фінальні змагання Всесоюзного свята планувалося провести в Москві за участю збірних республік, що входили до СРСР. ВРФК України відразу ж дала вказівку готувати республіканську збірну, і вже у квітні 1924 року був визначений її склад.
4 травня 1924 року новосформована збірна УСРР отримала перше у своїй історії "бойове хрещення" в матчі зі збірною Харкова на полі кращого в той час в столиці України (Харкові) спортмайданчика ім. Спартака при переповнених трибунах. Відомий склад збірної УСРР в цьому матчі: воротар Борис Войтенко (Миколаїв); захисники Петро Роман (Одеса), С. Грушин (Харків); півзахисники Іван Привалов, Володимир Фомін (обидва — Харків), Василь Котов (Одеса); нападаючі Арон Коген (Одеса), Олександр Шпаковський, Іван Натаров, Микола Кротов (усі — Харків), Валентин Прокоф'єв (Одеса); а також гравець збірної, який забив прем'єрний гол в її історії — харків'янин Іван Натаров. Однак, перемогу у матчі з рахунком 3:2 святкували харків'яни (Газета «Коммунист», №102, 06.05.1924 г., с. 5).
Як зазначала газета «Красный Николаев», ініціативу з перших хвилин захопили гравці збірної Харкова, забивши вже на 11-й і 15-й хвилинах два голи у ворота Войтенко силами Ситцевого та Алфьорова. Але вже на 28-й хвилині "збірник", харків'янин Натаров ударом головою сквитав одного м'яча. Гра вирівнялася, але раптом воротар Войтенко з Миколаєва, який кинувся на відбір м'яча в ноги нападаючому харків'ян Казакову, отримав важку травму (вивих плеча) і змушений був залишити поле. У ворота став Кротов, але харків'янам з пенальті вдалося забити йому гол (через зіткнення Войтенка та Казакова збірники не тільки лишилися воротаря, але й були покарані одинадцятиметровим). У перерві керівництво дозволило провести заміну травмованого голкіпера, і у ворота збірної став ще один харків'янин Рукавіцин (так як запасного воротаря з іншого міста не було), а Кротов повернувся у напад. Незважаючи на те, що збірна України у другому таймі заграла значно сильніше, однак лише на 52-й хвилині Шпаковський скорочує розрив у рахунку — 2:3. Більшого суперники в цьому матчі досягти не спромоглися. Повторний матч 9 травня 1924 року переможця не виявив і завершився з рахунком 0:0 (воротар збірної Рукавіцин). 11 травня була обіграна  збірна Юзівки 5:1 (воротар Войтенко).
Влітку 1924 року збірна УСРР провела ще дві товариські зустрічі одразу після завершення Першості України: 23 серпня поступилася збірній команді Автономної Кримської Соціалістичної Радянської Республіки (сформованої на базі збірної Севастополя) 0:3, а на наступний день одержала перемогу, здолавши ту ж таки збірну Харкова 1:0. У цих матчах збірна виступила в такому складі: Федір Димов (Миколаїв) — Антон Жук (Одеса), Микола Кротов (Харків) — Іван Привалов, Володимир Фомін (обидва — Харків), Володимир Грушин (Миколаїв) —  Федір Кондратенко (Миколаїв), Олександр Шпаковський, Іван Натаров, Яків Алфьоров (усі — Харків), Валентин Прокоф'єв (Одеса); в другому матчі замість Кротова грав Григорій Полегенький (Миколаїв), замість Шпаковського - Кротов, а замість Прокоф'єва - одесит Тимофій (насправді Іустин, а частіше Пусик) Коваль. Досить велику кількість гравців було визначено у запас: Арон Коген з Одеси, харків'яни Роман Норов, Микола Капустін та Адам Бем; а також  з Михайло Навольнєв зі Сталіно. Після матчу з Кримом навіть було прийнято рішення поповнити збірну України і кримчанами (хоча це рішення виконане не було):
Всеукраинскому Высшему Совету физкультуры предоставлено право ввести часть игроков сборной Крыма, победившей сборную Украины, в состав этой последней, для участия в состязаниях в Москве. (Газета «Вечернее радио», №11, 27.08.1924 г., с. 4).
Разом з тим, футбольна збірна УСРР, щоби гідно представити республіку у Москві на ІІ Всесоюзному святі фізкультури (що розпочиналося 31 серпня і тривало до 10 вересня), все ж таки виступила на цих змаганнях награним харківським складом.

### Чемпіонат СРСР
В рамках Всесоюзного свята фізкультури 1924 року комплексний залік союзних республік вирішено було не проводити, оскільки у різних видах спорту були застосовані різні принципи комплектування учасників змагань. І якщо до змагань з футболу були допущені лише команди чотирьох союзних республік (РСФРР, УСРР, БСРР, ЗСФРР), то в змаганнях з легкої атлетики поруч з командами республік змагалися також збірні російських регіонів.
Футбольний турнір розпочався 3 вересня матчем української збірної із ЗСФРР. Українці перемогли з рахунком 4:0 і вийшли у фінал Першості СРСР, де на них очікувала команда РСФРР, яка дісталася фіналу без гри через неявку білорусів:
Полуфинальный футбольный матч на первенство СССР по футболу выиграла команда Украины у сборной Закавказья со счетом 4:0. Команда РСФСР (Ленинград) за неявкой на поле противника (Белоруссии) получила выигрыш и в финале, — сегодня на стадионе ОППВ — встретится с командой УССР. (Газета «Известия», №203, 06.09.1924 г., с. 5).
Фінальний матч відбувся 6 вересня і завершився з рахунком 2:1 на користь української збірної, яка стала чемпіоном СРСР:
6 сентября на стадионе ОППВ состоялся финальный футбольный матч на первенство Союза, борьба за которое велась между командами РСФСР и УССР. Матч закончился победой украинцев с соотношением мячей 2:1 в пользу Украины. (Газета «Известия», №205, 09.09.1924 г., с. 4).
Після цієї гри українцям запропонували провести ще два матчі. Гра зі збірною Москви завершилася з таким самим результатом 2:1 на користь України (10 вересня). А перед цим, 8 вересня, відбувся ще один історичний матч для української збірної на Всесоюзному святі фізкультури — зі збірною СРСР. Як і в попередніх зустрічах, українці досягли перемоги, на цей раз з рахунком 1:0, завдячуючи голу Натарова:
Вчера на стадионе «Красной Пресни» состоялся футбольный матч победителей первенства СССР со сборной командой Союза. Несмотря на дождливую погоду, трибуны переполнены, публика предрешает победителя. В половине 5-го часа по свистку судьи выбегает команда Украины и за ней сборная СССР. Игра начинается. Атаки неудачно играющего нападения сборной разбиваются отличной защитой Украины. Высокая техника украинцев дает себя чувствовать. Весь первый хав-тайм проходит на середине поля, показывая равные силы обеих команд, и только в конце красиво прорвавшемуся правому форварду удается с края сильным ударом забить гол в ворота сборной. Вторая половина игры никаких результатов не дала. Вся команда УССР переходит к своим воротам, выдерживая сильные атаки, и матч кончается со счетом 1:0 в пользу Украины. (Газета «Вечерняя Москва», 09.09.1924 г.).
8 сентября на поле Красной Пресни состоялся матч между Украиной и Сборной СССР, которая выступила в составе: Гусев (Ленинград), Рущинский (Москва), Ежов (Л), Филиппов (Л), Батырев (Л), Ратов (М), Григорьев (М), Селин (М), Исаков (М,) Бутусов (Л), Жибоедов (М). На игре присутствовало до 8 000 ч. зрителей. Все предсказывали победу сборной и при том с большим результатом, но все предсказания оказались ложными: Украина показала блестящую игру, темпераментную и умную, чрезвычайную подвижность всех своих игроков и прекрасную тактику, выявила колоссальную волю к победе и провела всю игру блестяще, вырвав в конечном счете победу у сильнейшего противника. (Газета «Спартак», №7, 10.1924 г.).
Итак, осенью 1924 г., по окончании первенства страны, была впервые сформирована сборная СССР, состоявшая из игроков Москвы и Ленинграда. На стадионе «Красная Пресня» в Москве она провела 8 сентября первый матч, окончившийся ее поражением от сборной Украины — 0:1. (Справочник «Футбол-74», М.: ЦС им. Ленина, 1974 г., с. 72).
Наступне скликання української збірної відбулося у вересні 1926 року. На товариські матчі до робітничих команд Австрії збірну «металістів» Радянської України відряджали з усією помпою:
Перед от'ездом вся команда вместе с т.т. Самотой (предс. ВСФК), Романчуком (ЦП металлист) и Гершойгом (врач) собралась в Красном зале ВУЦИК'а. («Вестник физической культуры», №11, 11.1926 г., с. 18).
Українська збірна, що формувалася під "патронатом" профспілки металістів, була представлена в австрійській пресі як "російська робітнича команда" та "команда робітників металевої промисловості з України", хоча насправді такою не була, оскільки складалася з одних з кращих на той час в  УСРР футболістів. Перед від'їздом у Харкові було проведено тренувальний збір та зіграно два матчі - московському ОППВ українці поступилися 2:3, а вже в наступній грі з чемпіоном Харкова - грізним «Рабисом» взяли гору 3:1. В Австрії ж українці зіграли дві гри: 16 жовтня нашими суперниками була збірна Вільної Асоціації Аматорських Футбольних Асоціацій Австрії (VAFÖ), а наступного дня українці зустрілися із Робітничою Збірною Нижньої Австрії. Склад команди у цих двох іграх був незмінний: Норов — Кладько, Ситцевий — Семенов (усі — Харків), Білобров, Навольнєв (обидва — Сталіно) —  Казаков, Алфьоров (обидва — Харків), Смоленський, Кондратенко (обидва — Миколаїв), Володимирський (Краматорськ) (Газета «Sport-Tagblatt», №288, 18.10.1926 y., s. 3), запасними гравцями їздили Разорьонов (Сталіно), Дюженко, Лазарєв (обидва — Харків), Павлов (Дніпропетровськ). Перша зустріч принесла нічийний результат 3:3, а у другій перемоги українці 4:3.
У чемпіонаті СРСР 1928 року (в рамках Всесоюзної спартакіади) українці посіли 2-е місце:
Вот как проходил футбольный турнир Спартакиады. Команды были разбиты на две подгруппы. В одной выступали команды РСФСР, а в другой — зарубежные гости и футболисты союзных республик. Победителям подгрупп предстояло разыграть приз Спартакиады. Но в случае успеха кого-либо из иностранцев, звание чемпиона СССР могло быть присвоено лишь советской команде (лучшей из представителей отечественного футбола). Москвичи, выиграв в своей подгруппе у ленинградцев, не имевших до этого поражений, стали чемпионами РСФСР. Их соперниками стали украинцы, дважды встречавшиеся с футболистами Уругвая. (Справочник «Футбол-79», М.: «Московская Правда», 1979 г., с. 77-79).
Август 1928. В честь десятилетия советского физкультурного движения в Москве была проведена Всесоюзная спартакиада с участием 7 тыс. спортсменов из всех союзных республик и зарубежных рабочих спортивных организаций 11 стран. Всего в спартакиадных стартах участвовали спортсмены 36 национальностей. Победителем футбольного турнира спартакиады стала сборная Москвы, победившая в финале сборную Украины 1:0. (Справочник «Футбол-87», М.: ЦС им. Ленина, 1987 г., с. 3).
1928 рік запам'ятався також першими дискваліфікаціями гравців збірної України Президією ВРФК України за проведення несанкціонованих матчів під прапором збірної. В першому випадку було дискваліфіковано Норова, Фоміна К., Фоміна М., Шпаковського, Капустіна, Губарєва, Кладька, Алфьорова, Семенова, Володимирського, Привалова, Міщенка і Старусєва з 13 вересня 1928 року на 6 місяців за самовільні ігри з Орєхово, Богородськом та московськими «Харчовиками». А в другому випадку — з 1 січня до 1 липня 1929 року Новікова, Терент'єва (обидва — Горлівка), Бланка, Штрауба (обидва — Одеса), Ферузо, Денисова, Булгакова, Печеного, Шульца, Кондратенка, Полегенького (всі — Миколаїв), Алпатова, Лобанова (обидва — Дніпропетровськ) за самовільне турне по Україні. Фактично було дискваліфіковано два повноцінні склади команди.
Першість Союзу 1931 року збірна УСРР завершила на 3-му місці.

### Матчі проти Туреччини
1933 року турки прибули в СРСР для того, аби провести кілька ігор. Перемігши збірну СРСР 2:1, вони прямували поїздом в Одесу, звідки мали відправитися в Стамбул. Несподівано їм надійшла телеграма-блискавка з проханням зіграти матч-реванш, але не проти збірної СРСР, а проти команди, зібраної з гравців українських міст.
Матч відбувся у Харкові, на стадіоні «Динамо». Основу української команди складали сім гравців із Харкова, три киянина та один дніпропетровець. На воротах стояв Олександр Бабкін, якого звинуватили в поразці СРСР проти турків і більше не запрошували у ту збірну. Турки відкрили рахунок у першому таймі, а після перерви Костянтин Щегоцький (поляк за походженням) зробив хет-трик. За рахунку 2:1 Бабкін відбив пенальті, а за хвилину до кінця основного часу турки забили другий гол. Загалом 3:2 на користь України.
Склад збірної України на матч проти Туреччини 12 серпня 1933: О. Бабкін, Д. Кирилов (обидва — Харків), Ф. Тютчев (Київ), К. Фомін, М. Фомін, І. Привалов, К.Копейко (всі — Харків), П. Лайко (Дніпропетровськ), К. Щегоцький (Київ), П. Паровишніков (Харків), В. Прокоф'єв (Київ). В запасі лишились кияни А. Ідзковський та Н. Єпішин.
Наступного року матч із турками відбувся в Києві, 20 серпня 1934. Три голи забив Петро Лайко, ще один — Віктор Шиловський. При цьому, за рахунку 3:2 українці забили ще один гол, але через сильні протести турків київський арбітр С. Романенко оголосив перерву, а через годину гру відновив уже інший рефері — Кротов. Було вирішено продовжити гру з рахунком 3:2. Турки зрівняли рахунок, проте за хвилину до кінця Лайко встановив переможний для України рахунок 4:3.
Склад збірної України на матч проти Туреччини 20 серпня 1934: воротар А. Ідзковський (Київ), захисники Д. Кирилов та К. Фомін (обоє — харків'яни), півзахисники М. Фомін (Харків), Ф. Тютчев (Київ), В. Гребер (Дніпропетровськ), нападники В. Шиловський (Київ), П. Лайко (Дніпропетровськ), К. Щегоцький (Київ), П. Паровишніков (Харків), М. Махиня (Київ).

### Турне Африкою
Наприкінці 1958 року футбольну збірну України запросили у турне Африкою. Відвідання Об'єднаної Арабської Республіки планувалося ще у 1956 році, проте, через події довколо Суецького Каналу було відкладено. У листопаді 1958 збірна УРСР (складена переважно з динамівців) вилетіла до Каїру:
Наиболее важным для нас событием сезона 1958 года была поездка по Африканскому континенту. ...Первую посадку наш самолёт произвел в Будапеште. Венгерские друзья были предупреждены об этом и вышли нас встретить (сборная Украины в основном состояла из игроков киевского «Динамо»). ...В первой игре против сборной Каира наша команда имела такой состав: Макаров, Ерохин, Голубев, Онисько, Войнов, Сорокин, Грамматикопуло, Голодец, Биба, Коман и Фомин. Каневский, уже утвердившийся в основном составе, не присутствовал среди нас. Он заболел и остался в Киеве. ...Постепенно матч приобрел принципиальный характер. ...Поймав ещё пару мячей, я почувствовал, что силы окончательно покидают меня, а левая рука становится такой тяжёлой, будто в нее вливается свинец. Потом рука и вовсе перестала подниматься. И тут мне осталось лишь одно: покинуть ворота. В них стал Женя Лемешко. ...И все же мы ушли с поля побежденными. Каирцам удалось переиграть нашу защиту. К радости местных болельщиков, в ворота команды Украины влетел мяч. Ещё одну ночь я провел без сна. Боль не давала сомкнуть глаз. На следующее утро команда уехала в Александрию. Понятно, я не мог ее сопровождать. Вообще мои выступления в Африке на этом закончились. (Олег Макаров, «Вратарь», К.: «Томирис», 2001 г., 2-е издание, с. 221-227).

### Спартакіада народів СРСР
У Спартакіадах народів СРСР 1956 і 1979 років брали участь повноцінні збірні республік. Як на І Спартакіаді 1956 року, так і на VII Спартакіаді 1979 року українська збірна отримала бронзові нагороди.
На І Спартакиаде народов СССР 1956 г. ...снова был разыгран футбольный турнир. Участвовали в нем четыре команды от РСФСР ...и 14 сборных от остальных союзных республик. ...Футболистов Украины представляли десять игроков киевского «Динамо» и полузащитник Думанский из «Шахтера». (Справочник «Футбол-79», М.: ЦС им. Ленина, 1979 г., с. 43).
21 вид спорта, в том числе и футбол, был включен в программу І летней Спартакиады народов СССР. ...Матчи нередко приносили неожиданные результаты. ...Лишь в дополнительное время сборная Украины нанесла поражение сборной Казахстана, которая, кстати, открыла счёт в матче. (Справочник «Футбол-79», М.: «Московская Правда», 1979 г., с. 79-84).
Під час Спартакіади-1979 збірну УРСР тренував Валерій Лобановський, а у її складі виступали, зокрема, Анатолій Дем'яненко, Леонід Буряк, Олег Блохін, Володимир Безсонов, Степан Юрчишин.
У 1983 і 1986 роках у Спартакіадах змагалися вже молодіжні збірні республік (U-20 та U-21 відповідно).
Турнир Спартакиады был задуман как смотр резервов нашего футбола. В Спартакиаде участвовали 17 сборных команд, представлявших 15 союзных республик, гг. Москву и Ленинград. Сборные формировались из игроков (в том числе из команд мастеров) в возрасте до 20 лет (1963-65 гг. рождения). (Справочник «Футбол-84», М.: ЦС им. Ленина, 1984 г., с. 9).
VIII Спартакіада 1983 року принесла українцям лише 4 місце, а на IX Спартакіаді у 1986 році наша збірна нарешті виборола золоті нагороди:
С 9 по 27 июля в городах Никополь, Орджоникидзе, Донецк и Харьков состоялись игры сборных команд союзных республик, Москвы и Ленинграда в зачёт IX Спартакиады народов СССР. В турнире участвовали футболисты, не старше 21 года. ...В матче за 1—2-е места футболисты Украины (в основном дублёры «Динамо») победили команду Узбекистана со счётом 1:0 и были награждены золотыми медалями с присвоением каждому звания мастера спорта. (Справочник «Футбол-87», Л.: «Лениздат», 1987 г., с. 25-26)

### Чемпіонат СРСР (U-20)
Перший (і єдиний) чемпіонат Союзу серед молодіжних збірних республік (вік гравців яких складав до 20 років) був проведений у 1978 році. Турнір було організовано тижневиком «Футбол-Хокей» з метою підвищення якості гри молодих футболістів та виявлення яскравих талантів. У першому розіграші було дозволено заявляти футболістів команд майстрів відповідного віку. Українська збірна виборола звання чемпіона, перемігши у фіналі збірну Москви в серії пенальті 5:4 (основний і додатковий час 0:0). З наступного року турнір втратив як свій статус, так і престиж (подальші розіграші вже не містили назви «молодіжний чемпіонат СРСР», вік гравців було зменшено до 19 років, а представникам команд майстрів було заборонено брати участь у змаганнях):
 Первенство СССР среди молодежных команд на приз еженедельника «Футбол-Хоккей» было проведено впервые. ...В первенстве участвовали футболисты до 20 лет. Соревнования проходили в 3 этапа. ...Игры проходили с 19 по 26 ноября в 4-х зонах: в Сочи, Адлере, Сухуми и Батуми. Третий этап — финальные соревнования, в которых участвовали победители зон. Игры проходили с 27 ноября по 1 декабря в Сухуми. Победителями зон стали сборные Латвии, Москвы, Украины и Белоруссии. ...В финальном матче встретились сборные Украины и Москвы. Основное время закончилось нулевой ничьей, а по пенальти победили украинцы (5:4).  (Справочник «Футбол-79», М.: ЦС им. Ленина, 1979 г., с. 21-22)
Минулорічний футбольний сезон завершився новим турніром — чемпіонатом країни серед молодіжних команд на приз тижневика «Футбол-Хокей» — «Переправа». ...Команда України, вкомплектована в основному гравцями, які мають досвід виступів у командах вищої ліги, грала в 4-й зоні, куди входили також команди Грузії, Туркменії, Молдавії та Естонії. (Довідник «Футбол-79», К.: «Здоров'я», 1979 р., с. 31-32)
Второй молодежный турнир «Переправа» будет проведен с 18 ноября по 1 декабря 1979 года. ...В положение о соревнованиях внесено изменение: игроки, включенные в заявки команд высшей лиги, в турнире «Переправы» участвовать не могут. (Справочник «Футбол-79», Л.: «Лениздат», 1979 г., с. 61)

## Матчі збірної УРСР
До переліку внесено санкціоновані матчі, підтвердження яких наявне в тогочасній пресі. Можливо, в таблиці відсутня інформації про деякі з них.
У переліку відсутні несанкціоновані матчі 1928 року (за проведення яких гравці отримали піврічні дискваліфікації) першої збірної УСРР з Орєхово-Зуєвим, Богородськом та «Харчовиками», а також  другої збірної УСРР в ході турне Україною.
| № матчу | № матчу | Дата                  | Турнір | Місце проведення | Господарі                                                                     | Рахунок                  | Гості                                       | Голи господарів                                                       | Голи гостей |
| ------- | ------- | --------------------- | ------ | ---------------- | ----------------------------------------------------------------------------- | ------------------------ | ------------------------------------------- | --------------------------------------------------------------------- | --- |
|         | 1       | 4 травня 1924         | ТМ     | Харків           | Збірна Харкова                                                                | 3:2 (3:1)                | Україна                                     | Ситцевий 11', Алфьоров 15', ? (3:1) (пен.)                            | Натаров 28', Шпаковський 52' |
|         | 2       | 9 травня 1924         | ТМ     | Харків           | Збірна Харкова                                                                | 0:0                      | Україна                                     |                                                                       | |
|         | 3       | 11 травня 1924        | ТМ     | Харків           | Україна                                                                       | 5:1 (1:1)                | Збірна Юзівки                               | ?, ?                                                                  | ? (1:1) |
|         | 4       | 23 серпня 1924        | ТМ     | Харків           | Україна                                                                       | 0:3 (0:3)                | Автономна Кримська СРР                      |                                                                       | ?, ? |
|         | 5       | 24 серпня 1924        | ТМ     | Харків           | Збірна Харкова                                                                | 0:1 (0:0)                | Україна                                     |                                                                       | Кротов (0:1) |
| 1       | 6       | 3 вересня 1924        | Чемп.  | Москва           | Україна                                                                       | 4:0 (2:0)                | ЗСФРР                                       | Казаков 20', Алфьоров 40', Натаров 65', Вол. Фомін 73'                | |
| 2       | 7       | 6 вересня 1924        | Чемп.  | Москва           | РСФРР                                                                         | 1:2 (0:1)                | Україна                                     | Родіонов 80'                                                          | Казаков 32', Алфьоров 56' |
| 3       | 8       | 8 вересня 1924        | ТМ     | Москва           | СРСР                                                                          | 0:1 (0:1)                | Україна                                     |                                                                       | Натаров 37' |
|         | 9       | 10 вересня 1924       | ТМ     | Москва           | Збірна Москви                                                                 | 1:2 (1:0)                | Україна                                     | Холін 12'                                                             | Вол. Фомін 77' (пен.), Казаков (1:2) |
|         | 10      | 28 вересня 1926       | ТМ     | Харків           | Україна                                                                       | 2:3 (?:?)                | ОППВ Москва                                 | ?, ?                                                                  | ?, ? |
|         | 11      | 3 жовтня 1926         | ТМ     | Харків           | «Рабис» Харків                                                                | 1:3 (?:?)                | Україна                                     | ?                                                                     | ?, ? |
|         | 12      | 16 жовтня 1926        | ТМ     | Відень           | Збірна Вільної Асоціації Аматорських Футбольних Асоціацій Австрії (VAFÖ)      | 3:3 (1:0)                | Україна                                     | Клупп 15', Хабербауер (2:0), Трінкль (3:0)                            | Алфьоров 75', 80', Кондратенко 81' |
|         | 13      | 17 жовтня 1926        | ТМ     | Вінер-Нойштадт   | Робітнича Збірна Нижньої Австрії                                              | 3:4 (2:2)                | Україна                                     | Кірхнер 21', Бенеш 25', Корінальді 74' (пен.)                         | Алфьоров 23', 59' (пен.), Кондратенко 40', 88' |
|         | 14      | 12 липня 1927         | ТМ     | Харків           | Україна                                                                       | 4:1 (?:?)                | Робітнича Збірна Нижньої Австрії            | ?, ?                                                                  | ? |
|         | 15      | 2 вересня 1927        | ТМ     | Харків           | Збірна Харкова                                                                | 2:0 (?:0)                | Україна                                     | ?, ?                                                                  | |
|         | 16      | червень 1928          | ТМ     | Харків           | Збірна Харкова                                                                | 2:2 (0:1)                | Україна                                     | Алфьоров 55', (2:1)                                                   | Полегенький 30', Штрауб (2:2) |
|         | 17      | 31 липня 1928         | ТМ     | Харків           | Україна-1                                                                     | 1:0 (?:0)                | Україна-2                                   | ?                                                                     | |
|         | 18      | 9 серпня 1928         | ТМ     | Харків           | Україна                                                                       | 6:0 (?:0)                | Збірна Федерації Червоного Спорту (FRD)     | ?, ?                                                                  | |
|         | 19      | 11 серпня 1928        | ТМ     | Москва           | Збірна Північного району РСФРР                                                | 1:13 (?:?)               | Україна                                     | ?                                                                     | Шпаковський (2 голи), ?, ? |
|         | 20      | 13 серпня 1928        | ТМ     | Москва           | Україна                                                                       | 3:2 (3:1)                | Збірна Федерації Червоного Спорту (FRD)     | ? 1', ? 18', ? 21'                                                    | ? 25', ? (3:2) |
| 4       | 21      | 18 серпня 1928        | Чемп.  | Москва           | Україна                                                                       | 2:1 (0:1)                | ЗСФРР                                       | Шпаковський 51', Капустін 60' (пен.)                                  | Сорокін 26' |
| 5       | 22      | 19 серпня 1928        | Чемп.  | Москва           | Україна                                                                       | 6:2 (1:2)                | Білорусь                                    | Губарєв 18', Міщенко 47', 53', Шпаковський 61', 75', 82'              | Морозов 29', Кочін 42' |
|         | 23      | 21 серпня 1928        | Чемп.  | Москва           | Україна                                                                       | 7:1 (3:1)                | Збірна Федерації Червоного Спорту (FRD)     | Алфьоров 5', Міщенко 19', 78', Шпаковський 35', 65', 83', Губарєв 79' | Соусса 9' |
|         | 24      | 23 серпня 1928        | Чемп.  | Москва           | Збірна Москви                                                                 | 1:0 (0:0)                | Україна                                     | Троїцький 61'                                                         | |
| 6       | 25      | 26 травня 1929        | ТМ     | Москва           | РСФРР                                                                         | 1:0 (0:0)                | Україна                                     | Павлов 60'                                                            | |
| 7       | 26      | 2 червня 1929         | ТМ     | Харків           | Україна                                                                       | 1:1 (0:1)                | РСФРР                                       | Шпаковський 84'                                                       | ? |
|         | 27      | 27 серпня 1929        | ТМ     | Харків           | Україна                                                                       | 4:1 (3:1)                | Робітнича Збірна Нижньої Австрії            | Кротов 20', Штрауб 30', 36', Алфьоров 87'                             | ? 35' |
|         | 28      | жовтень 1929          | ТМ     | Харків           | Україна-1                                                                     | 4:4 (?:?)                | Україна-2                                   | ?, ?                                                                  | ?, ? |
|         | 29      | 7 червня 1930         | ТМ     | Харків           | Україна                                                                       | 2:2 (1:0)                | Збірна Москви                               | Штрауб 10' (пен.), 69'                                                | Ільїн (1:1) (пен.), ? 70' |
| 8       | 30      | 3 липня 1930          | ТМ     | Москва           | РСФРР                                                                         | 5:2 (1:0)                | Україна                                     | ? 40', ? 52', ? 55', ? 59', ? 60'                                     | М. Фомін 78', Малхасов 80' |
|         | 31      | 14 липня 1930         | ТМ     | Москва           | Збірна Москви                                                                 | 0:2 (0:1)                | Україна                                     |                                                                       | Алфьоров 42', Шпаковський 54' |
|         | 32      | 17 липня 1930         | ТМ     | Харків           | Україна                                                                       | 2:1 (?:?)                | Робітнича Збірна Нижньої Австрії            | ?, ?                                                                  | ? |
| 9       | 33      | 10 червня 1931        | Чемп.  | Харків           | Україна                                                                       | 0:3 (0:1)                | ЗСФРР                                       |                                                                       | Єжов 41', Туркія ?, Костюков 65' |
| 10      | 34      | 2 травня 1932         | ТМ     | Москва           | РСФРР                                                                         | 2:1 (1:1)                | Україна                                     | Леута 44' (пен.), Ільїн 80'                                           | Шпаковський 22' |
| 11      | 35      | 5 липня 1932          | ТМ     | Москва           | РСФРР                                                                         | 2:2 (2:2)                | Україна                                     | Бутусов 4', М. Старостін (2:0)                                        | Прокоф'єв 34', Шпаковський 40' |
| 12      | 36      | 8 липня 1932          | ТМ     | Харків           | Україна                                                                       | 2:4 (1:3)                | РСФРР                                       | Зуб 6' (пен.), ? ... (пен.)                                           | ? 14', ? 21', ? 45', ? ... |
|         | 37      | 12 жовтня 1932        | ТМ     | Харків           | Україна                                                                       | 2:2 (?:?)                | Збірна Робітничого Спортивного Союзу (ATSB) | Паровишніков (2 голи)                                                 | ?, ? |
|         | 38      | серпень 1933          | ТМ     | Харків           | Збірна Харкова                                                                | 3:5 (0:3)                | Україна                                     | ? (1:3), ? (2:3), ? 70'                                               | ? (0:1), (0:2), (0:3), Щегоцький (3:4), Щегоцький (3:5) |
| 13      | 39      | 12 серпня 1933        | ТМ     | Харків           | Україна                                                                       | 3:2 (0:1)                | Туреччина                                   | Щегоцький 49', 67', 85'                                               | ? (0:1), Вахаб 89' |
| 14      | 40      | 30 вересня 1933       | ТМ     | Москва           | РСФРР                                                                         | 3:2 (1:2)                | Україна                                     | ? (1 тайм), ? (2:2), Дементьєв (3:2)                                  | ? (1 тайм) (пен.), Щегоцький (1 тайм) |
| 15      | 41      | 12 жовтня 1933        | ТМ     | Харків           | Україна                                                                       | 2:4 (2:2)                | РСФРР                                       | Прокоф'єв 5', Гребер (1 тайм) (пен.)                                  | ? ..., ? ... |
|         | 42      | 16 червня 1934        | ТМ     | Харків           | Збірна Харкова                                                                | 1:1 (0:1)                | Україна                                     | ? (2 тайм)                                                            | ? (1 тайм) |
|         | 43      | червень-серпень 1934  | ТМ     | Харків           | Україна-1                                                                     | 3:1 (?:?)                | Україна-2                                   | ? ..., ? ...                                                          | ? ... |
|         | 44      | червень-серпень 1934  | ТМ     | Харків           | Україна-1                                                                     | 5:2 (?:?)                | Україна-2                                   | Шиловський (3 голи), ? ..., ? ...                                     | ? ..., ? ... |
| 16      | 45      | 20 серпня 1934        | ТМ     | Київ             | Україна                                                                       | 4:3 (3:2)                | Туреччина                                   | Лайко ..., ..., 89', Шиловський ...                                   | ? (1 тайм), ? (2 тайм) |
|         | 46      | 17 серпня 1935        | ТМ     | Париж            | Збірна Червоної Спортивної Єдності (RSE)                                      | 0:11 (0:6)               | Україна                                     |                                                                       | Щегоцький (2 голи), Паровишніков ..., Махиня ..., Лайко ..., ?, ?                                                                                          |
|         | 47      | 18 серпня 1935        | ТМ     | Мезонз-Альфор    | Збірна Робітничої Спортивної Федерації Гімнастики (FSGT) (Паризького регіону) | 1:17 (0:7)               | Україна                                     | Негре (1:9)                                                           | Паровишніков 4', 34', 38', 85', ? 6', Щегоцький 12', Шиловський (0:4), (1:10), ? (0:7), Лайко 47', 49', Махиня 63', 78', 83', ? (1:15), ? (1:16), ? (1:17) |
|         | 48      | 21 серпня 1935        | ТМ     | Кліші            | Збірна Спортивних Пролетаріїв Кліші                                           | 0:9 (0:5)                | Україна                                     |                                                                       | ?, ? |
|         | 49      | 23 серпня 1935        | ТМ     | Іврі-сюр-Сен     | Збірна Робітничої Спортивної Федерації Гімнастики (FSGT) (Парижу)             | 0:16 (0:?)               | Україна                                     |                                                                       | ?, ? |
|         | 50      | 25 серпня 1935        | ТМ     | Лімож            | Збірна Спортивного Робітничого Союзу Ліможу                                   | 0:15 (0:8)               | Україна                                     |                                                                       | ?, ? |
|         | 51      | 29 серпня 1935        | ТМ     | Сент-Уан-сюр-Сен | «Ред Стар Олімпік»                                                            | 1:6 (0:4)                | Україна                                     | Робер Сего (1:6)                                                      | Паровишніков 7', 10', Щегоцький (0:3), Шиловський (0:4), 70', (0:6)                                                                                        |
|         | 52      | 31 серпня 1935        | ТМ     | Схарбек          | Збірна Робітничої Федерації Футболу (FTF)                                     | 1:12 (0:4)               | Україна                                     | ?                                                                     | ?, ? |
|         | 53      | 1 вересня 1935        | ТМ     | Серен            | Збірна Робітничої Федерації Футболу (FTF) (Льєжу)                             | 1:8 (1:5)                | Україна                                     | ?                                                                     | ?, ? |
|         | 54      | 11 вересня 1935       | ТМ     | Київ             | Україна                                                                       | 0:1 (0:?)                | Збірна Праги                                |                                                                       | ? |
| 17      | 55      | вересень-жовтень 1935 | ТМ     | Москва           | РСФРР                                                                         | 6:2 (?:?)                | Україна                                     | Ільїн ..., ..., ? ...,                                                | ? ..., ? ... |
| 18      | 56      | 4 серпня 1956         | Сп     | Москва           | Україна                                                                       | 2:1 (1:1, 0:0, 1:0 д.ч.) | Казахстан                                   | В. Терентьєв 35' (пен.), (2:1)                                        | Краснов 14' |
| 19      | 57      | 8 серпня 1956         | Сп     | Москва           | Азербайджан                                                                   | 1:4 (1:1)                | Україна                                     | Терентьєв (1:1)                                                       | Войнов 20', (3:1), Коршунов 60', Вік. Фомін (4:1) |
| 20      | 58      | 12 серпня 1956        | Сп     | Москва           | Україна                                                                       | 1:3 (1:2)                | Грузія                                      | Войнов 9'                                                             | Калоєв 2', 19', Чкуаселі 89' |
|         | 59      | 15 серпня 1956        | Сп     | Москва           | Україна                                                                       | 2:1 (0:0)                | Збірна Ленінграду                           | Бобошко 52', Войнов 54'                                               | Денисов 62' |
|         | 60      | 21 листопада 1958     | ТМ     | Каїр             | Збірна Каїру                                                                  | 1:0 (?:0)                | Україна                                     | ?                                                                     | |
|         | 61      | 23 листопада 1958     | ТМ     | Александрія      | Збірна Александрії                                                            | 1:2 (?:?)                | Україна                                     | ?                                                                     | ?, ? |
| 21      | 62      | 28 листопада 1958     | ТМ     | Каїр             | Єгипет                                                                        | 2:3 (?:?)                | Україна                                     | ?, ?                                                                  | ?, ? |
|         | 63      | 30 листопада 1958     | ТМ     | Порт-Саїд        | Збірна Зони Суецького Каналу                                                  | 1:1 (?:?)                | Україна                                     | ?                                                                     | ? |
|         | 64      | грудень 1958          | ТМ     | Хартум           | «Аль-Мурада»                                                                  | 3:3 (?:?)                | Україна                                     | ?, ?                                                                  | ?, ? |
|         | 65      | грудень 1958          | ТМ     | Хартум           | «Аль-Меррейх»                                                                 | 3:5 (?:?)                | Україна                                     | ?, ?                                                                  | ?, ? |
|         | 66      | грудень 1958          | ТМ     | Хартум           | «Аль-Гіляль»                                                                  | 1:4 (?:?)                | Україна                                     | ?                                                                     | ?, ? |
|         | 67      | грудень 1958          | ТМ     | Вад-Медані       | Збірна Вад-Медані                                                             | 1:5 (?:?)                | Україна                                     | ?                                                                     | ?, ? |
|         | 68      | 21 грудня 1958        | ТМ     | Аддис-Абеба      | «Мекурія»                                                                     | 0:2 (0:?)                | Україна                                     |                                                                       | ?, ? |
|         | 69      | 25 грудня 1958        | ТМ     | Аддис-Абеба      | «Мечал»                                                                       | 3:3 (?:?)                | Україна                                     | ?, ?                                                                  | ?, ? |
|         | 70      | 28 грудня 1958        | ТМ     | Аддис-Абеба      | «Сент-Джордж»                                                                 | 1:1 (?:?)                | Україна                                     | ?                                                                     | ? |
|         | 71      | 1 січня 1959          | ТМ     | Дире-Дауа        | Збірна Дире-Дауа                                                              | 1:3 (?:?)                | Україна                                     | ?                                                                     | ?, ? |
| 22      | 72      | 1959                  | ТМ     | ?                | РРФСР                                                                         | 2:2 (?:?)                | Україна                                     | ?, ?                                                                  | ?, ? |
| 23      | 73      | 1960                  | ТМ     | ?                | РРФСР                                                                         | 1:2 (?:?)                | Україна                                     | ?                                                                     | ?, ? |
| 24      | 74      | 1961                  | ТМ     | ?                | РРФСР                                                                         | 1:3 (?:?)                | Україна                                     | ?                                                                     | ?, ? |
| 25      | 75      | 1962                  | ТМ     | ?                | РРФСР                                                                         | 0:2 (?:?)                | Україна                                     |                                                                       | ?, ? |
| 26      | 76      | 1964                  | ТМ     | ?                | РРФСР                                                                         | 0:3 (?:?)                | Україна                                     |                                                                       | ?, ? |
|         | 77      | 1959-1964             | ТМ     | Київ             | «Динамо» Київ                                                                 | 2:1 (?:?)                | Україна                                     | ?, ?                                                                  | ? |
|         | 78      | 1959-1964             | ТМ     | Київ             | «Динамо» Київ                                                                 | 2:2 (?:?)                | Україна                                     | ?, ?                                                                  | ?, ? |
| 27      | 79      | 21 липня 1979         | Сп     | Київ             | Україна                                                                       | 2:1 (2:1)                | Узбекистан                                  | Блохін 27', Юрчишин 36'                                               | Чуркін 45' |
| 28      | 80      | 23 липня 1979         | Сп     | Київ             | Україна                                                                       | 3:1 (2:1)                | Таджикистан                                 | Роговський 30', Буряк 39' (пен.), Колотов 56'                         | Гесс 32' (пен.) |
| 29      | 81      | 25 липня 1979         | Сп     | Київ             | Україна                                                                       | 5:1 (4:0)                | РРФСР                                       | Блохін 9', 40', 70', Колотов 28', 32'                                 | Раздаєв 49' |
| 30      | 82      | 28 липня 1979         | Сп     | Москва           | Литва                                                                         | 0:2 (0:1)                | Україна                                     |                                                                       | Буряк 39', Хапсаліс 78' |
| 31      | 83      | 30 липня 1979         | Сп     | Москва           | Білорусь                                                                      | 0:0                      | Україна                                     |                                                                       | |
|         | 84      | 1 серпня 1979         | Сп     | Москва           | Збірна Москви                                                                 | 2:0 (2:0)                | Україна                                     | Сидоров 6', Черенков 21'                                              | |
| 32      | 85      | 4 серпня 1979         | Сп     | Москва           | РРФСР                                                                         | 1:2 (1:0, 0:1, 0:1 д.ч.) | Україна                                     | Панфілов 5'                                                           | Юрчишин 50', 118' |

### Суперники збірної УРСР з футболу
У збірної УРСР в матчах проти суперника:
- Зі збірними інших країн

| Команда     | І  | В | Н | П | МЗ | МП | МР | Перший матч       | Останній матч     |
| ----------- | -- | - | - | - | -- | -- | -- | ----------------- | ----------------- |
| РРФСР       | 17 | 7 | 3 | 7 | 35 | 35 | 0  | 6 вересня 1924    | 4 серпня 1979     |
| ЗСФРР       | 3  | 2 | 0 | 1 | 6  | 4  | +2 | 3 вересня 1924    | 10 червня 1931    |
| Туреччина   | 2  | 2 | 0 | 0 | 7  | 5  | +2 | 12 серпня 1933    | 20 серпня 1934    |
| Білорусь    | 2  | 1 | 1 | 0 | 6  | 2  | +4 | 19 серпня 1928    | 30 липня 1979     |
| Азербайджан | 1  | 1 | 0 | 0 | 4  | 1  | +3 | 8 серпня 1956     | 8 серпня 1956     |
| Таджикистан | 1  | 1 | 0 | 0 | 3  | 1  | +2 | 23 липня 1979     | 23 липня 1979     |
| Литва       | 1  | 1 | 0 | 0 | 2  | 0  | +2 | 28 липня 1979     | 28 липня 1979     |
| Єгипет      | 1  | 1 | 0 | 0 | 3  | 2  | +1 | 28 листопада 1958 | 28 листопада 1958 |
| Казахстан   | 1  | 1 | 0 | 0 | 2  | 1  | +1 | 4 серпня 1956     | 4 серпня 1956     |
| Узбекистан  | 1  | 1 | 0 | 0 | 2  | 1  | +1 | 21 липня 1979     | 21 липня 1979     |
| СРСР        | 1  | 1 | 0 | 0 | 1  | 0  | +1 | 8 вересня 1924    | 8 вересня 1924    |
| Грузія      | 1  | 0 | 0 | 1 | 1  | 3  | -2 | 12 серпня 1956    | 12 серпня 1956    |

- З клубними командами, збірними спортивних товариств, міст, регіонів

| Команда                                                                  | І | В | Н | П | МЗ | МП | МР  |
| ------------------------------------------------------------------------ | - | - | - | - | -- | -- | --- |
| Збірна Харкова                                                           | 7 | 2 | 3 | 2 | 11 | 11 | 0   |
| Збірна Москви                                                            | 5 | 2 | 1 | 2 | 6  | 6  | 0   |
| Робітнича Збірна Нижньої Австрії                                         | 4 | 4 | 0 | 0 | 14 | 6  | +8  |
| Україна-2                                                                | 4 | 3 | 1 | 0 | 13 | 7  | +6  |
| Збірна Федерації Червоного Спорту (FRD)                                  | 3 | 3 | 0 | 0 | 16 | 3  | +13 |
| Збірна Робітничої Спортивної Федерації Гімнастики (FSGT)                 | 2 | 2 | 0 | 0 | 33 | 1  | +32 |
| Збірна Робітничої Федерації Футболу (FTF)                                | 2 | 2 | 0 | 0 | 20 | 2  | +18 |
| «Динамо» Київ                                                            | 2 | 0 | 1 | 1 | 3  | 4  | -1  |
| Збірна Спортивного Робітничого Союзу Ліможа (U.S.T. Limoges)             | 1 | 1 | 0 | 0 | 15 | 0  | +15 |
| Збірна Північного району РСФРР                                           | 1 | 1 | 0 | 0 | 13 | 1  | +12 |
| Збірна Червоної Спортивної Єдності (RSE)                                 | 1 | 1 | 0 | 0 | 11 | 0  | +11 |
| Збірна Спортивних Пролетаріїв Кліші (P.S. Clichoise)                     | 1 | 1 | 0 | 0 | 9  | 0  | +9  |
| «Ред Стар Олімпік»                                                       | 1 | 1 | 0 | 0 | 6  | 1  | +5  |
| Збірна Юзівки                                                            | 1 | 0 | 0 | 0 | 5  | 1  | +4  |
| Збірна Вад-Медані                                                        | 1 | 1 | 0 | 0 | 5  | 1  | +4  |
| «Аль-Гіляль»                                                             | 1 | 1 | 0 | 0 | 4  | 1  | +3  |
| «Аль-Меррейх»                                                            | 1 | 1 | 0 | 0 | 5  | 3  | +2  |
| «Рабис» Харків                                                           | 1 | 1 | 0 | 0 | 3  | 1  | +2  |
| Збірна Дире-Дауа                                                         | 1 | 1 | 0 | 0 | 3  | 1  | +2  |
| «Мекурія»                                                                | 1 | 1 | 0 | 0 | 2  | 0  | +2  |
| Збірна Ленінграду                                                        | 1 | 1 | 0 | 0 | 2  | 1  | +1  |
| Збірна Александрії                                                       | 1 | 1 | 0 | 0 | 2  | 1  | +1  |
| Збірна Вільної Асоціації Аматорських Футбольних Асоціацій Австрії (VAFÖ) | 1 | 0 | 1 | 0 | 3  | 3  | 0   |
| «Аль-Мурада»                                                             | 1 | 0 | 1 | 0 | 3  | 3  | 0   |
| «Мечал»                                                                  | 1 | 0 | 1 | 0 | 3  | 3  | 0   |
| Збірна Робітничого Спортивного Союзу (ATSB)                              | 1 | 0 | 1 | 0 | 2  | 2  | 0   |
| Збірна Зони Суецького Каналу                                             | 1 | 0 | 1 | 0 | 1  | 1  | 0   |
| «Сент-Джордж»                                                            | 1 | 0 | 1 | 0 | 1  | 1  | 0   |
| ОППВ Москва                                                              | 1 | 0 | 0 | 1 | 2  | 3  | -1  |
| Збірна Праги                                                             | 1 | 0 | 0 | 1 | 0  | 1  | -1  |
| Збірна Каїру                                                             | 1 | 0 | 0 | 1 | 0  | 1  | -1  |
| Автономна Кримська СРР                                                   | 1 | 0 | 0 | 1 | 0  | 3  | -3  |

## Матчі молодіжної (другої) збірної УРСР
| # матчу | Дата                 | Турнір | Місце проведення | Господарі     | Рахунок             | Гості         | Голи господарів                                                               | Голи гостей                                |
| ------- | -------------------- | ------ | ---------------- | ------------- | ------------------- | ------------- | ----------------------------------------------------------------------------- | ------------------------------------------ |
| 1       | 31 липня 1928        | ТМ     | Харків           | Україна-1     | 1:0 (?:0)           | Україна-2     | ?                                                                             |                                            |
| 2       | жовтень 1929         | ТМ     | Харків           | Україна-1     | 4:4 (?:?)           | Україна-2     | ?, ?                                                                          | ?, ?                                       |
| 3       | червень-серпень 1934 | ТМ     | Харків           | Україна-1     | 3:1 (?:?)           | Україна-2     | ? ..., ? ...                                                                  | ? ...                                      |
| 4       | червень-серпень 1934 | ТМ     | Харків           | Україна-1     | 5:2 (?:?)           | Україна-2     | Шиловський (3 голи), ? ..., ? ...                                             | ? ..., ? ...                               |
| 5       | 8 липня 1964         | ТМ     | Вінниця          | Україна "Б"   | 2:3 (0:?)           | «Фламенго»    | Пфайфер (1:2), Секеч (2:3),                                                   | Айртон (0:1), Фогетті (0:2), Фогетті (1:3) |
| 6       | 7 липня 1967         | ТМ     | Сімферополь      | Україна "Б"   | 2:3 (?:?)           | «Чепель»      | Трояновський ..., Кузнецов ...                                                | Лошонці 8', ..., Роттенбіллер ...          |
| 7       | 21 листопада 1978    | Чемп.  | Адлер            | Україна       | 2:0 (?:0)           | Грузія        | Дем'яненко ..., Полукаров ...                                                 |                                            |
| 8       | 23 листопада 1978    | Чемп.  | Адлер            | Молдова       | 0:1 (0:0)           | Україна       |                                                                               | Бондар 60' (пен.)                          |
| 9       | 25 листопада 1978    | Чемп.  | Адлер            | Україна       | 5:0 (?:0)           | Естонія       | Зубенко ..., Дем'яненко (2 голи), Полукаров ..., Саулевич ...                 |                                            |
| 10      | 27 листопада 1978    | Чемп.  | Адлер            | Туркменістан  | 1:0 (?:0)           | Україна       | Рознєв ...                                                                    |                                            |
| 11      | 29 листопада 1978    | Чемп.  | Сухумі           | Україна       | 0:0, пен. 5:4       | Білорусь      |                                                                               |                                            |
| 12      | 1 грудня 1978        | Чемп.  | Сухумі           | Україна       | 0:0, пен. 5:4       | Збірна Москви |                                                                               |                                            |
| 13      | 20 липня 1983        | Сп     | Рязань           | Україна       | 4:1 (1:1)           | Узбекистан    | Коман (2 голи), Протасов (2 тайм), Литовченко (2 тайм)                        | Нікіфоров (1 тайм)                         |
| 14      | 22 липня 1983        | Сп     | Рязань           | Україна       | 4:0 (2:0)           | Вірменія      | Коман (2 голи), Михайличенко ... (пен.), Протасов (2 тайм)                    |                                            |
| 15      | 24 липня 1983        | Сп     | Рязань           | Україна       | 3:0 (2:0)           | Азербайджан   | Лендел (3 голи)                                                               |                                            |
| 16      | 27 липня 1983        | Сп     | Рязань           | Україна       | 3:0 (0:0)           | Білорусь      | Литовченко (2 тайм), Протасов (2 тайм), Яковенко (2 тайм)                     |                                            |
| 17      | 29 липня 1983        | Сп     | Рязань           | РРФСР         | 1:0 (1:0)           | Україна       | Черепанов (1 тайм)                                                            |                                            |
| 18      | 31 липня 1983        | Сп     | Рязань           | Україна       | 4:1 (3:0)           | Молдова       | Кузнецов (1 тайм) (пен.), Петров (1 тайм), Протасов (1 тайм), Коман (2 тайм)  | Міліченко (2 тайм)                         |
| 19      | 3 серпня 1983        | Сп     | Москва           | Збірна Москви | 1:1 (0:1), пен. 3:1 | Україна       | Русяєв (2 тайм)                                                               | Петров (1 тайм)                            |
| 20      | 13 липня 1986        | Сп     | Іловайськ        | Україна       | 1:0 (0:0)           | Азербайджан   | Нефьодов (2 тайм)                                                             |                                            |
| 21      | 15 липня 1986        | Сп     | Донецьк          | Україна       | 2:1 (2:1)           | Білорусь      | Іванов (1 тайм), Сторчак (1 тайм) (пен.)                                      | Мархель (1 тайм) (пен.)                    |
| 22      | 17 липня 1986        | Сп     | Донецьк          | Україна       | 1:0 (0:0)           | Узбекистан    | Гущин (2 тайм)                                                                |                                            |
| 23      | 20 липня 1986        | Сп     | Орджонікідзе     | Україна       | 7:2 (4:1)           | Казахстан     | Гущин (4 голи), Дюльдін (1 тайм), Сидельников (1 тайм), Деревинський (2 тайм) | Жумаханов (2 голи)                         |
| 24      | 22 липня 1986        | Сп     | Орджонікідзе     | Україна       | 2:0 (1:0)           | Молдова       | Гущин (1 тайм), Сидельников (2 тайм)                                          |                                            |
| 25      | 24 липня 1986        | Сп     | Орджонікідзе     | Україна       | 1:0 (1:0)           | РРФСР         | Сидельников (1 тайм)                                                          |                                            |
| 26      | 27 липня 1986        | Сп     | Київ             | Україна       | 1:0 (1:0)           | Узбекистан    | Сидельников 15'                                                               |                                            |

### Суперники молодіжної (другої) збірної УРСР з футболу
У молодіжної збірної УРСР в матчах проти суперника:
- Зі збірними інших країн

| Команда      | І | В | Н | П | МЗ | МП | МР | Перший матч       | Останній матч     |
| ------------ | - | - | - | - | -- | -- | -- | ----------------- | ----------------- |
| Молдова      | 3 | 3 | 0 | 0 | 7  | 1  | +6 | 23 листопада 1978 | 22 липня 1986     |
| Узбекистан   | 3 | 3 | 0 | 0 | 6  | 1  | +5 | 20 липня 1983     | 27 липня 1986     |
| Білорусь     | 3 | 2 | 1 | 0 | 5  | 1  | +4 | 29 листопада 1978 | 15 липня 1986     |
| Азербайджан  | 2 | 2 | 0 | 0 | 4  | 0  | +4 | 24 липня 1983     | 13 липня 1986     |
| РРФСР        | 2 | 1 | 0 | 1 | 1  | 1  | 0  | 29 липня 1983     | 24 липня 1986     |
| Казахстан    | 1 | 1 | 0 | 0 | 7  | 2  | +5 | 20 липня 1986     | 20 липня 1986     |
| Естонія      | 1 | 1 | 0 | 0 | 5  | 0  | +5 | 25 листопада 1978 | 25 листопада 1978 |
| Вірменія     | 1 | 1 | 0 | 0 | 4  | 0  | +4 | 22 липня 1983     | 22 липня 1983     |
| Грузія       | 1 | 1 | 0 | 0 | 2  | 0  | +2 | 21 листопада 1978 | 21 листопада 1978 |
| Туркменістан | 1 | 0 | 0 | 1 | 0  | 1  | -1 | 27 листопада 1978 | 27 листопада 1978 |

- З клубними командами, збірними міст

| Команда       | І | В | Н | П | МЗ | МП | МР |
| ------------- | - | - | - | - | -- | -- | -- |
| Україна-1     | 4 | 0 | 1 | 3 | 7  | 13 | -6 |
| Збірна Москви | 2 | 0 | 2 | 0 | 1  | 1  | 0  |
| «Фламенго»    | 1 | 0 | 0 | 1 | 2  | 3  | -1 |
| «Чепель»      | 1 | 0 | 0 | 1 | 2  | 3  | -1 |

## Склад збірної УРСР
Нижче наводяться склади збірної УРСР відповідних років. Не всі гравці з цих складів брали участь в офіційних матчах Першості та Спартакіади СРСР.

### Чемпіонат СРСР
1924 (1 місце): воротарі — Роман Норов, Рукавіцин, Л. Йосилевич (всі — Харків), Борис Войтенко, Федір Димов (обидва — Миколаїв); польові гравці — Костянтин Фомін, Микола Кротов(), С. Грушин (усі — Харків), Петро Роман, Антон Жук (обидва — Одеса); Микола Капустін, Володимир Фомін, Іван Привалов (усі — Харків), Василь Котов (Одеса), Володимир Грушин (Миколаїв); Євген Губарєв, Олександр Шпаковський, Іван Натаров, Яків Алфьоров, Микола Казаков, Адам Бем, Валентин Левін (усі — Харків), Арон Коген, Валентин Прокоф'єв (обидва — Одеса), Федір Кондратенко (Миколаїв).
1928 (2 місце): воротарі — Роман Норов (Харків), Серафим Москвин (Одеса), Олексій Новиков (Горлівка); польові гравці — Іван Кладько, Костянтин Фомін(), Микола Кротов (усі — Харків), Алпатов (Дніпропетровськ);  Володимир Фомін, Микола Фомін, Іван Привалов, Микола Капустін, Петро Семенов (усі — Харків), Анатолій Плохих (Горлівка); Іван Володимирський, Олександр Шпаковський, Петро Міщенко, Яків Алфьоров, Євген Губарєв, Анатолій Лісний (усі — Харків), Олександр Штрауб (Одеса), Григорій Полегенький (Миколаїв).
1931 (3 місце): воротар — Олександр Бабкін; польові гравці — Іван Кладько (обидва — Харків) Михайло Свиридовський; Федір Тютчев (обидва — Київ), Володимир Фомін, Іван Привалов (обидва — Харків); Михайло Малхасов (Київ), Олександр Штрауб (Одеса), Григорій Полегенький (Миколаїв),  Петро Паровишніков (Харків), В. Садовський (Київ).

### Інше
Перша команда: воротар — Олександр Шатоха; польові гравці — Андрій Пономаренко, Іван Привалов, Володимир Фомін, Г. Сирота, Микола Фомін, Анатолій Лісний, Дмитро Кирилов, Дмитро Старусев, Сергій Копейко, Петро Паровишніков.
Друга команда: воротар — Серафим Москвин; польові гравці — Валентин Прокоф'єв, Федір Тютчев, Г. Якубовський, Іван Володимирський (Владимирський), Казимир Піонтковський, Михайло Пашута, Васілій Єпішин, Адам Бем, К. Ус, Володимир Прасолов.

### Турне Францією та Бельгією
1935: воротарі — Антон Ідзковський («Динамо» Київ), Микола Трусевич («Динамо» Одеса); польові гравці — Дмитро Кирилов («Динамо» Харків), Михайло Свиридовський, Костянтин Фомін() (обидва — «Динамо» Київ); Володимир Фомін, Микола Фомін (обидва — «Динамо» Харків), Володимир Гребер («Динамо» Дніпропетровськ), Іван Кузьменко («Динамо» Київ); Володимир Куликов, Петро Паровишніков (обидва — «Динамо» Харків), Микола Махиня («Динамо» Київ), Петро Лайко («Динамо» Дніпропетровськ), Віктор Шиловський, Костянтин Щегоцький (обидва — «Динамо» Київ).

### Турне Африкою
1958-59: воротарі — Олег Макаров, Євген Лемешко; польові гравці — Володимир Єрохін, Віталій Голубєв, Володимир Онисько, Володимир Ануфрієнко; Юрій Войнов(), Володимир Сорокін, Ігор Фефлов, Борис Русланов; Георгій Граматикопуло, Адамас Голодець, Андрій Біба, Михайло Коман, Віктор Фомін, Іван Диковець. Тренер — Віктор Шиловський.

### Спартакіада народів СРСР
1956 (3 місце): воротарі — 1. Олег Макаров, 12. Євген Лемешко; польові гравці — 2. Володимир Єрохін, 3. Віталій Голубєв (), 4. Тиберій Попович, 14. Віталій Соболєв; 5. Юрій Войнов, 6. Ернест Юст (усі — «Динамо»), 15. Мирослав Думанський; 7. Іван Бобошко (обидва — «Шахтар»), 8. Віктор Терентьєв, 9. Сергій Коршунов, 10. Михайло Коман, 11. Віктор Фомін, 13. Віктор Каневський (усі — «Динамо»), 16. Валентин Сапронов («Шахтар»), 17. Георгій Граматикопуло («Динамо»). Тренери — Олег Ошенков, Антон Ідзковський.
1979 (3 місце): воротарі — 1. Юрій Роменський («Динамо»), 17. Юрій Дегтерьов («Шахтар»); польові гравці — 2. Анатолій Коньков, 3. Сергій Балтача, 4. Анатолій Дем'яненко, 5. Сергій Журавльов, 6. Володимир Лозинський, 7. Леонід Буряк, 8. Олександр Хапсаліс, 9. Віктор Колотов (усі — «Динамо»), 10. Анатолій Дорошенко («Чорноморець»), 11. Олег Блохін, 12. Олександр Бережний (обидва — «Динамо»), 13. В'ячеслав Лещук («Чорноморець»), 14. Володимир Безсонов («Динамо»), 15. Степан Юрчишин («Карпати»), 16. Володимир Роговський, 18. Віталій Старухін, 19. Микола Федоренко, 20. Володимир П'яних (усі — «Шахтар»). Старший тренер — Валерій Лобановський, тренер — Володимир Богданович.
1983 (U-20, 4 місце): воротарі — 1. Валерій Паламарчук («Чорноморець»), 16. Ігор Рутковський (СКА Київ); польові гравці — 2. Сергій Кузнецов («Металіст»), 3. Євген Драгунов (СКА Київ), 4. Вадим Каратаєв («Динамо»), 5. Володимир Горілий («Таврія»), 6. Геннадій Литовченко («Дніпро»), 7. Ігор Петров («Шахтар»), 8. Сергій Процюк («Динамо»), 9. Олег Протасов («Дніпро»), 10. Володимир Коман, 11. Павло Яковенко, 12. Олексій Михайличенко (усі — «Динамо»), 13. В'ячеслав Лендєл (СКА «Карпати»), 14. Юрій Гуляєв («Шахтар»), 15. Сергій Третяк (СКА Одеса), 17. Олександр Сергійович Спіцин («Металург» Запоріжжя), 18. Сергій Герусов («Шахтар»), 19. Олег Ярицький («Поділля»), 20. Ярослав Дмитрук («Авангард» Рівне). Старший тренер — Євген Котельников, тренер — Віталій Хмельницький.
1986 (U-21, 1 місце): воротарі — 1. Володимир Циткін, 16. Андрій Ковтун; польові гравці — 2. Олександр Еней, 3. Олександр Нефьодов, 4. Олег Сердюк, 5. Олександр Дюльдін, 6. Олександр Єсипов, 7.  Сергій Художилов, 8. Володимир Горілий, 9. Сергій Герасимець, 10. Олександр Гущин, 11. Андрій Сидельников, 12. Андрій Марєєв, 13. Олександр Ролевич, 14. Сергій Шматоваленко, 15. Олександр Іванов, 17. Сергій Ковалець, 18. Василь Сторчак, 19.  Руслан Колоколов, 20. Олег Деревинський, Володимир Марчук. Старший тренер — Віктор Колотов, тренери — Володимир Трошкін, Євген Котельников.

### Чемпіонат СРСР (U-20)
1978 (1 місце): воротар — Михайло Михайлов («Зірка»); польові гравці — Валентин Кобища, Олександр Скрипник (обидва — «Чорноморець»), Сергій Журавльов, Валерій Зубенко, Олександр Полукаров (усі — «Зоря»), Анатолій Куцев, Анатолій Дем'яненко (обидва — «Дніпро»), Йосип Микуланинець, Михайло Олефіренко, Матвій Бобаль, Олег Таран (усі — «Динамо»), Сергій Бондар (СКА Одеса), Анатолій Саулевич, Ярослав Думанський, Юрій Суслопаров (усі — «Карпати»), Григорій Лазарко («Фрунзенець» Суми). Тренери — Віктор Каневський, Євген Котельников.

## Досягнення

### Перша збірна УРСР
- Чемпіонат СРСР
  -  Чемпіон (1): 1924
  -  Срібний призер (1): 1928
  -  Бронзовий призер (1): 1931
- Спартакіада народів СРСР
  -  Бронзовий призер (2): 1956, 1979

### Молодіжна збірна УРСР
- Чемпіонат СРСР (U-20)
  -  Чемпіон (1): 1978
- Спартакіада народів СРСР (U-20, U-21)
  -  Чемпіон (1): 1986
  - 4-е місце (1): 1983